# Der törichte Engel
Der törichte Engel (englischer Titel The Stupidest Angel) ist ein 2004 erschienener Roman des US-amerikanischen Autors Christopher Moore.

## Inhalt
Der kleine Josh sieht, wie Lena Marquez ihren Ex-Ehemann Dale mit einem Spaten tötet. Da Dale noch in seinem Santa-Claus-Kostüm steckt, denkt Josh, der Weihnachtsmann sei gestorben. Er wünscht sich nichts sehnlicher, als dass der Weihnachtsmann wieder leben solle. Der Erzengel Raziel ist gerade auf der Suche nach einem Kind, dem er einen Wunsch erfüllen kann. Daher hilft er Josh und lässt Dale wieder auferstehen, die anderen Toten vom Friedhof leider auch. Diese stören die vorweihnachtliche Stimmung im beschaulichen Pine Cove ungemein.

## Charaktere
Wie in vielen Büchern Christopher Moores kommen auch in Der törichte Engel allerlei verrückte Charaktere vor, die aber durchaus, in etwas überzogener Weise, Typen von Menschen darstellen, die jeder irgendwie kennt. So kommt zum Beispiel ein im Garten Marihuana anbauender Cop vor, eine geistig beeinträchtigte Ex-Schauspielerin, ein arroganter, reicher Immobilienmakler und ein Frauenheld, der früher Pilot einer mikronesischen Fluglinie war (und  einen Flughund dabei hat). Außerdem wird der Engel, der auf die Erde kommt, von den Leuten für einen perversen Spinner gehalten. Die Figuren nehmen also alle auf ihre Art und Weise die Gesellschaft aufs Korn.
Einige der Charaktere kamen bereits in früheren Werken Christopher Moores vor. Der Erzengel Raziel in Die Bibel nach Biff, die verrückte Schauspielerin, der Cop und einige andere in Der Lustmolch. Der Pilot und sein Flughund sind aus Die Himmelsgöttin. Außerdem gibt es noch weitere Figuren, die in Der Lustmolch und Der kleine Dämonenberater vorkommen.